# Beredskabet
 Denne artikel omhandler overvejende eller alene danske forhold. Hjælp gerne med at gøre artiklen mere almen.
Beredskab, af det tyske Bereitschaft, er en fællesbetegnelse for det akutte og forbyggende arbejde der foregår i forhold til krisesituationer, ulykker m.m.
Langt de fleste lande på verdensplan har et form for beredskab.
Typisk består beredskabet af et Brandvæsen og et Præhospital element, som i fællesskab, typisk igennem en fælles kommando/alarm central tager sig af ulykker og tilskadekomst.
Selvom politiet ikke er en officiel del af det man betegner som beredskab, deltager de typisk alligevel på skadesteder med opgaver som trafik dirigering, sikring og lign. opgaver.

## Beredskab i Danmark
I Danmark er Beredskabet en dagligdags betegnelse, der omfatter Beredskabsstyrelsen, de kommunale beredskaber, det præhospitale beredskab og det hospitale beredskab som samlet enhed. Beredskabet varetager beredskabsfunktioner i henhold til Beredskabsloven mm.
I mange tilfælde omtales politiet og forsvaret også fejlagtigt som dele af beredskabet. Politiet og forsvaret er som samlede institutioner beskæftiget med myndigheds- og suverænitetshåndhævelsesopgaver. Politiet og forsvaret fortager dog enkelte præhospitale opgaver i form af førstehjælp på ulykkessteder, patientevakuering med helikopter og lignende.